# Mahrajganj
Mahrajganj es una pueblo y nagar Panchayat situado en el distrito de Azamgarh en el estado de Uttar Pradesh (India). Su población es de 6735 habitantes (2011). 

## Demografía
Según el  censo de 2011 la población de Mahrajganj era de 6735 habitantes, de los cuales el 51% eran hombres y el 49% eran mujeres.  Mahrajganj tiene una tasa media de alfabetización del 67,93%, superior a la media nacional del 64,8%: la alfabetización masculina es del 73%, y la alfabetización femenina del 62,4%.